# Willard Rice
Willard Rice (né le 21 avril 1895 et mort le 21 juillet 1967 à Weston (Massachusetts)) est un hockeyeur sur glace américain. Lors des Jeux olympiques d'hiver de 1924 disputés à Chamonix, il remporte la médaille d'argent.

## Palmarès
- Médaille d'argent aux Jeux olympiques de Chamonix en 1924